# مستقبل عامل نمو البشري الثالث
مستقبل عامل البشري الثالث (بالإنجليزية: human epidermal growth factor receptor 3)‏ يعرف بالاختصار ERBB3 أو HER3، هو عبارة عن مستقبل على سطح الخلية يرمزه جين ERBB3 وهو من عائلة مستقبل عامل نمو البشري يتميز بعدم امتلاكه لفعالية الكيناز ويشكل مستقبلاً ثنائي مع مستقبل عامل نمو البشري الثاني ERBB2.

## المورثة والتعبير عن المستقبل
تقع المورثة على الصبغي 12 (12q13) وهو مرمز من 23,651 اساس قاعدي ويتم ترجمته إلى 1342 حمض اميني
 يعبر عنه خلال التنامي الجنيني في الجلد والعضلات والعظام والقلب.

## دور HER3 في السرطان
لتفعيل المستقبلات التي تحتوي على HER3 يجب ان يشكل HER3 ثنائيات مع مستقبلات أخرى وأن يتم فسفرته بواسطة هذه المستقبلات، يعتبر HER2 هو الأهم من بين مستقبلات HER الأربعة التي تشكل مستقبلات ثنائية مع HER3، يعد HER3 هو الأنسب لتحريض وتنشيط سبيل  PI-3K / Akt، وهو سبيل إشارة يساهم في الحفاظ على الخلايا وتكوين الأورام.
كثيرًا ما يُلاحظ الإفراط في التعبير عن HER3 في مجموعة متنوعة من الأورام الخبيثة التي تصيب الإنسان، بما في ذلك سرطان القولون والمستقيم وسرطان الخلايا الحرشفية في الرأس والعنق وسرطان الجلد وسرطان الثدي والمعدة والمبيض والبروستاتات والمثانة.
إن HER3 شريك أكثر فعالية لـ HER2 في أورام عديدة كما في سرطانات الثدي التي تعبر بشكل كبير عن HER2، معظم سرطانات الثدي النقيلية التي تعبر إما عن EGFR أو HER2 ، ونادرًا ما تعبر عن كليهما. وعلى النقيض من ذلك، يتشارك HER2 و HER3 بشكل شائع في أنسجة سرطان الثدي وخطوط خلايا سرطان الثدي. يعمل الجين المشفر لمستقبل erbB2 على تعزيز تكوين الأورام الثديية في فئران التجربة المعدلة جينياً erbB2 / neu-transgenic . على الرغم من افتقاره إلى نشاط كيناز بمقدار اقل ب20 أو 21 ضعفاً، فإن HER3 يعمل كمستقبل مشترك حاسم لـ HER2 و يعد تعبيره ضروريًا لبقاء خلايا سرطان الثدي بوساطة HER2 وانتشارها. وقد تم دعم هذه البيانات من خلال دراسة تجميعية لـ 12 دراسة إكلينيكية عن السرطانات البشرية، بما في ذلك سرطان القولون والمستقيم وسرطان المعدة وسرطان الثدي وسرطان الجلد وسرطان المبيض. ولخصت الدراسة إلى أن التعبير عن HER3 يرتبط ببقاء أسوأ في الأورام الصلبة، وتأثير HER3 على النتائج السريرية يكون أكبر في تلك الأورام حيث يكون التعبير عن HER2 أيضًا مفرطًا.
تم تأكيد عن الإفراط في التعبير عن HER3 في 50٪ - 70٪ من سرطانات الثدي البشرية ويبدو أنه مرتبط بعوامل إنذار مختلفة للورم مثل نقائل وحجم الورم وخطر الانتكاس ولم توثق القيمة الإنذارية لـ HER3 في سرطان الثدي بشكل جيد والبيانات المتاحة حاليًا غير متسقة. تظهر بعض الدراسات أن التعبير المرتفع عن HER3 يرتبط بشكل كبير بانخفاض معدل البقاء على قيد الحياة والبقاء.كما تم الإشارة إلى التعبير عن HER3 كعامل تنبؤي إيجابي للبقاء الكلي في مرضى سرطان الثدي. تم اقتراح العديد من النظريات لشرح والتضارب والنتائج المثيرة للجدل، مثل التأثير المحتمل لـ heregulin (HRG) وهو ربيطة لHER3 ولكن حقيقةً أنه ليس هناك منهجية موحدة للكشف عن تعبير HER3 في العينات السريرية قد تفسر البيانات غير المتسقة، حيث يستخدم كل مختبر أجسامًا مضادة مختلفة وطرقاً للكشف عن التعبير عن بروتين HER3 و mRNA. بالإضافة إلى ذلك، فإن سرطان الثدي هو مرض غير متجانس له العديد من الأنواع الفرعية الجوهرية، بما في ذلك سرطان الثدي اللمعي، وسرطان الثدي الثلاثي السلبي (TNBC).

## العلاجات التي تستهدف HER3
بما ان التعبير المرتفع عن HER3 له دور أساسي في تطور السرطان ويرتبط ببقاء إجمالي أسوأ في العديد من الأورام الصلبة فإن تطوير علاجات تستهدف HER3 مهم جدا. حيث يُعتقد أن تثبيط HER3 يُمكّن من التغلب على مقاومة السرطان للأدوية ويُمكّن من علاج مرضى السرطان بشكل أكثر فعالية. بسبب نقص نشاط كيناز أو انخفاض نشاطه فإن استهداف HER3 عن طريق الاضداد هو الاستراتيجية الوحيدة في إطار الدراسات قبل السريرية والسريرية في المرضى الذين يعانون من أورام صلبة متقدمة. تم إحراز تقدم في تحديد العلاج الموجه لـ HER3 ، وأظهرت العديد من ألاضداد أحادية النسيلة المضادة لـ HER3 نشاطًا مضادًا للأورام في الجسم الحي. وقد حددت الدراسات الحديثة اضدادا ثنائية الاستهداف EGFR / HER3 أو HER2 / HER3 ، التي اثبتت فعالية مضادة للأورام في كل من الدراسات المختبرية والسريرية.